# 네덜란드의 국장

네덜란드의 국장, 네덜란드의 대형 국장

네덜란드의 국장은 1815년 8월 24일에 제정되었으며 1907년 7월 10일에 빌헬미나 여왕의 칙령을 통해 국장에 관한 규정이 채택되었다. 현재의 국장은 1980년 4월 23일에 제정된 율리아나 여왕의 칙령을 통해 승인되었다.
왕관이 올려진 망토 가운데에는 직사각형 모양의 파란색 방패가 그려져 있다. 파란색 방패 안에는 금색 왕관을 쓴 사자가 무장을 하고 칼을 휘두르고 있으며 사자 문양 주변에는 일곱 개의 금색 화살이 장식되어 있다. 방패 위쪽에는 금색 왕관이 올려져 있으며 방패 양쪽에는 무장을 한 두 마리의 사자가 그려져 있다. 방패 아래에 있는 파란색 리본에는 네덜란드의 나라 표어인 "나는 유지할 것이다"("Je Maintiendrai")가 중세 프랑스어로 쓰여져 있다.

## 그 외의 국장

네덜란드의 중형 국장
네덜란드의 소형 국장

## 역대 네덜란드의 국장

네덜란드 연합왕국의 국장 (1815년 ~ 1907년)